# وشین چات
وشین چات، روستایی در دهستان تلنگ بخش تلنگ شهرستان قصرقند در استان سیستان و بلوچستان ایران است.

## جمعیت
بر پایه سرشماری عمومی نفوس و مسکن در سال ۱۳۹۵، جمعیت این روستا برابر با ۴۴۲ نفر (۱۱۱ خانوار) بوده‌است.